# Lyssomanes austerus
Lyssomanes austerus är en spindelart som beskrevs av Peckham, Peckham, Wheeler 1889. Lyssomanes austerus ingår i släktet Lyssomanes och familjen hoppspindlar. Inga underarter finns listade i Catalogue of Life.